# Анна Єлизавета Луїза Бранденбург-Шведтська
Анна Єлизавета Луїза Бранденбург-Шведтська (нім. Anna Elisabeth Luise von Brandenburg-Schwedt; нар. 22 квітня 1738 — пом. 10 лютого 1820) — німецька шляхтянка XVIII—XIX століть з династії Гогенцоллернів, донька маркграфа Бранденбург-Шведта Фрідріха Вільгельма та прусської принцеси Софії, дружина принца Августа Фердинанда Прусського.

## Біографія
Анна Єлизавета Луїза народилась у Шведті 22 квітня 1738 року. Вона була другою дитиною в родині маркграфа Бранденбург-Шведту Фрідріха Вільгельма та його дружини Софії Прусської. Дівчинка мала старшу сестру Фредеріку, згодом з'явились молодші дітиː Георг Філіп, Філіпіна та Георг Фредерік. Брати, однак, померли у ранньому віці. Батьки через різницю у поглядах мешкали у окремих резиденціях.
Шведт був невеличким, але багатим володінням, де жили численні переселенці-гугеноти.
У віці 17 років Луїзу видали заміж за її рідного дядька Августа Фердинанда. Весілля відбулося у палаці Шарлоттенбург в Берліні 27 вересня 1755. Принцесу змальовували як красиву, дотепну та добру жінку. Наступного року її чоловік отримав звання генерал-майора, а невдовзі брав участь у поході до Богемії, де бився під Бреслау та Лейтеном. Після цього Август звільнився із армії за станом здоров'я.
Хоча він і був старшим від Луїзи лише на вісім років, вважається, що тільки старша з їхніх дітей, була його біологічною дитиною.
Жила родина у маєтку Фрідріхсфельде поблизу Берліна. Згодом Август Фердинанд замовив побудову літньої резиденції, якою став палац Бельвю, закінчений у 1786 році. У 1801 для Луїзи за його вказівкою там була облаштована молочна ферма.
Ядвіґа Гольштейн-Готторпська, дружина шведського принца Карла, навідала подружжя у Бельвю в 1798 році. На її думку палац був невеличким і більш підходящим для приватної особи, ніж представників королівського дому.

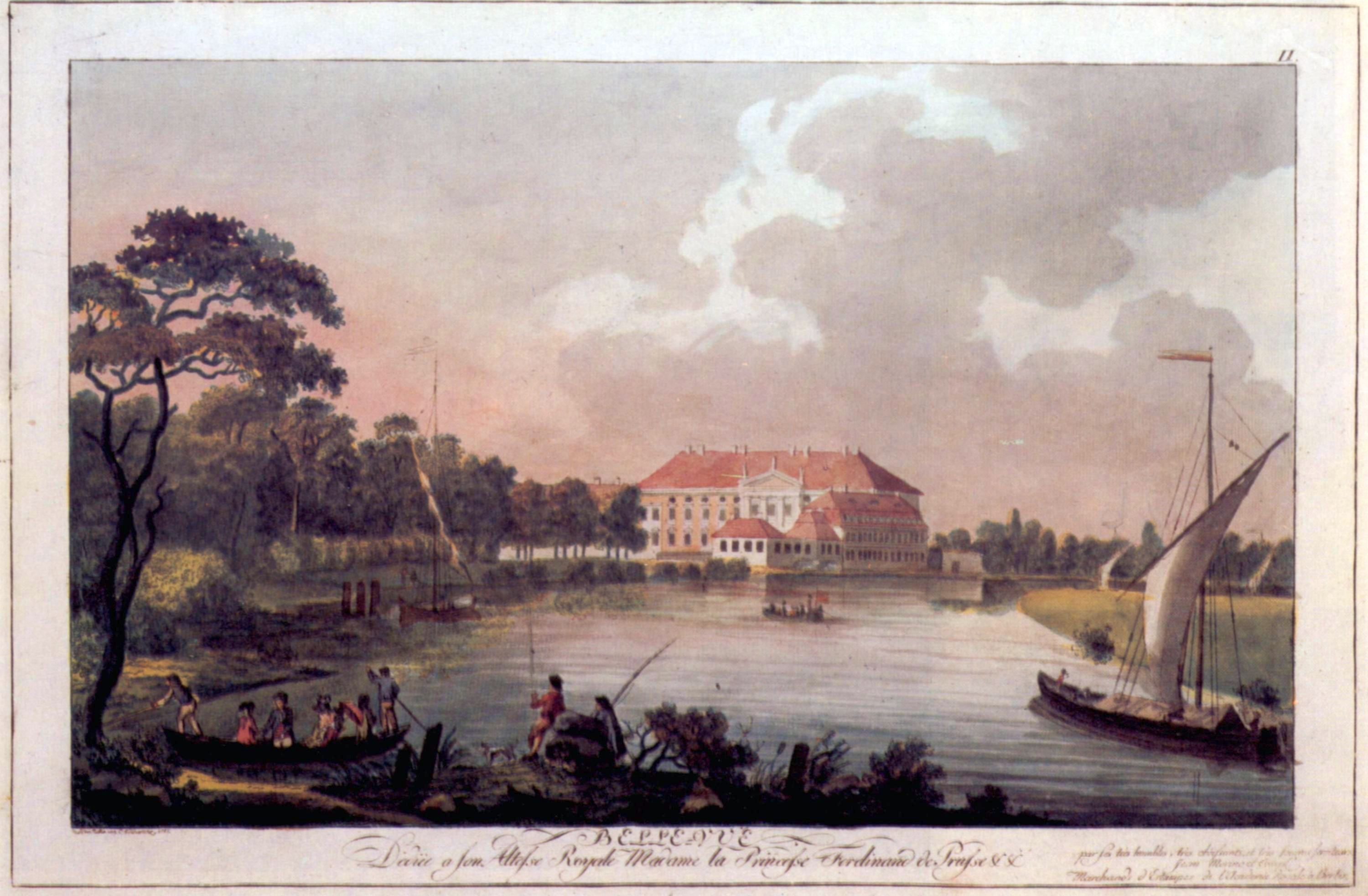
Замок Бельвю у 1797 році

 Луїзу вона описала як жорстку леді, що намагається справити враження, немолодою, але, безсумнівно, колись дуже красивою, схожою на аристократичну француженку, але не принцесу. Ядвіґа також зауважила, що не думає, що Луїза має гострий розум, однак може зробити розмову приємною і має давню звичку спілкування у вищому світі.
Під час французької окупації Берліна в 1806 році Луїза та Август Фердинанд залишились в країні, в той час як більшість членів королівської родини виїхали за кордон.
Її чоловіка не стало 2 квітня 1813-го. Леді Бургхерш, що навідала Луїзу у 1813—1814 роках, свідчила, що ніколи не бачила такої формальної, жорсткої та неприємної старої.
Як і Август Фердинанд, Луїза дожила до похилого віку, ставши живим нагадуванням про фрідрихську епоху. Вона померла 10 лютого 1820 у віці 81 року, переживши п'ятьох дітей. Похована у Берлінському катедральному соборі.

## Родина

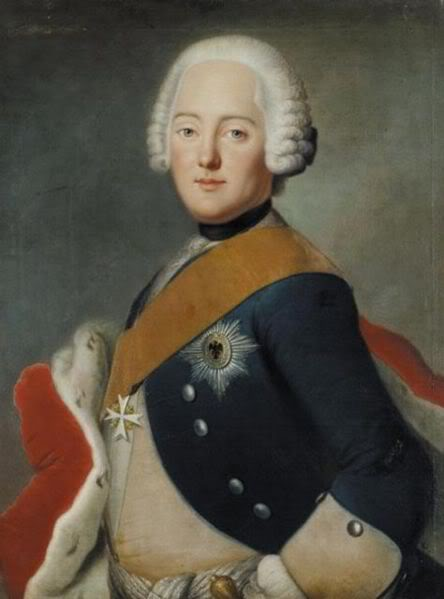
Август Фердинанд Прусський

Чоловік — Август Фердинанд Прусський
Діти:
- Фредеріка (1761—1773) — досягла віку 11 років;

Батьком інших шести дітей прийнято вважати генерала Фрідріха Вільгельма фон Шметтау, який після закінчення Семирічної війни був наближеною особою короля Фрідріха II. Однак всі діти були визнані Августом Фердинандом за своїхː
- Генріх (1769—1773) — досяг віку 4 років;
- Луїза (1770—1836) — дружина князя Антона Радзивілла, мала шестеро дітей;
- Крістіан (1771—1790) — досяг віку 18 років;
- Луї Фердинанд (1772—1806) — генерал-лейтенант, мав кількох позашлюбних дітей;
- Пауль (29 листопада—2 грудня 1776) — прожив лише три дні;
- Август (1779—1843) — генерал піхоти, мав численних позашлюбних нащадків.